# Siddhartha Mishra
Pour les articles homonymes, voir Mishra.
Siddhartha Mishra (né en Inde, le 5 mai 1980) est un mathématicien indien. Il est professeur au Département de mathématiques de l'EPF de Zurich.
Il a été conférencier invité au Congrès international des mathématiciens à Rio de Janeiro en 2018 avec un exposé intitulé On the convergence of numerical schemes for hyperbolic systems of conservation laws.
Il a reçu le Prix Richard-von-Mises 2015  et le prix Collatz 2019. En 2019 il est également lauréat du prix Infosys, décerné « pour ses contributions exceptionnelles aux mathématiques appliquées, en particulier pour la conception de méthodes de calcul qui résolvent des équations aux dérivées partielles non linéaires apparaissant dans différents domaines, en analysant leur efficacité et en concevant des algorithmes pour les mettre en œuvre ».